# Edu (Fußballspieler, 1979)
Edu, bürgerlich Luís Eduardo Schmidt (* 10. Januar 1979 in Jaú), ist ein brasilianischer Fußballspieler, der bei Colorado Rapids spielt. Er besitzt auch einen italienischen Pass. Wie sein Nachname schon vermuten lässt, hat er auch deutsche Vorfahren.

## Karriere
Der erste Club von Edu war der FC São Paulo. Dort wurde er an den Profifußball herangeführt und in dieser Zeit kam er auch zu einem Einsatz in der brasilianischen Nationalmannschaft.
Im Jahr 2000 gelang Edú der Sprung nach Europa. Bei Celta Vigo wurde er Stammspieler und spielte sogar in der Champions League. Nach dem Abstieg der Galicier verließ er das Team 2004 in Richtung Andalusien.
Seine bisher erfolgreichste Zeit als Spieler hatte Edú bei Betis Sevilla, mit denen er in der Champions League und im UEFA-Pokal spielte, so wie 2005 die Copa del Rey gewinnen konnte.
Im Sommer 2009 wechselte er zurück nach Brasilien zum SC Internacional.

## Erfolge
- 2005 – Copa del Rey – Real Betis